# 백운면 (진안군)
백운면(白雲面)은 전북특별자치도 진안군의 면이다.

## 연혁
- 백제때 난진아현,신라때 장계현,고려초 전주현,고려말 마령현,조선초 진안현에 관할이었는데,1914년 일동면과 남면을 합쳐 백운면이 되었는데 이때부터 행정기관이 되었다.

## 인문지리
- 섬진강 발원지 데미샘이 위치하고 있다.
- 해발 1000m 이상 선각산,팔공산,덕태산이 있다.
- 대표적인 농산물은 사과,수박,쌀,인삼 등이다.
- 국도30호선이 지나간다.
- 진안고원에 일부분을 차지한다.

## 계절
- 4계절이 뚜렸하다. 봄(3월~5월) 여름(6월~8월) 가을(9월~11월) 겨울(12월~2월)

## 행정구역
- 백암리 번암,원촌,중백,상백,백운동
- 남계리 남퇴,오정
- 노촌리 원노,신마,미비,하미
- 덕현리 원덕,상서,동산,윤기,내봉
- 동창리 원동창,무등,화산,은안,번덕,석전
- 반송리 원반,두원
- 신암리 임신,대유
- 운교리 원운,원산,주천,신전
- 평장리 평가,상동,정송

## 교육기관
- 백운초등학교
- 백운중학교

## 주요기관
- 백운농협
- 백운파출소
- 백운보건지소
- 백운면사무소
- 전북특별자치도 산림환경연구소

## 면지역주요행사
- 10월3일 면민의날

## 지역문화유산
- 유네스코 등재 매사냥 전시홍보관
- 도립 고원화목원
- 백운면 운교리 길버트형 삼각주(지질공원 명소)